# Julius Oscar Mörner
Julius Oscar Mörner af Morlanda (i riksdagen kallad Mörner af Morlanda i Kåreholm), född 24 oktober 1816 i Stockholm, död 1 januari 1888 på Kåreholm i Rönö församling, var en svensk greve, jurist och riksdagsman. 

## Biografi
Han var son till statsrådet Adolf Göran Mörner och Katarina Ulrika Heijkensköld, som var dotter till Detlof Heijkenskjöld d.y. Mörner blev 1833 student vid Uppsala universitet, avlade 1836 kansliexamen och 1838 examen till rättegångsverken. Han var auskultant i Svea hovrätt 1838 och blev kammarjunkare samma år. Han blev senare ägare till godsen Kåreholm och Herrborum i Östergötland.
Mörner var i riksdagen ledamot av första kammaren 1867–1884 för Östergötlands läns valkrets. Han var bland annat ledamot i lagutskottet 1869–1883 och ledamot av kyrkomötena 1873 och 1878. Mörner var en kunnig och självständig riksdagsman, i sin politiska uppfattning strängt konservativ.

### Familj
Oscar Mörner gifte sig 15 juli 1846 på Hånö med grevinnan Louise Mörner af Morlanda (1815–1904), dotter till överstelöjtnanten Nils Carl Mörner af Morlanda och Mariana Elisabet Smedberg. De fick tillsammans barnen Paulina Mörner (1847–1847), godsägaren Nils Mörner (1849–1926), Louise Mörner (1850–1912) som var gift med underlöjtnanten Sten Axel Viktor Fleetwood, Agnes Mörner (1851–1880) och Ebba Charlotta Mörner (född 1853) som var gift med kaptenen Gustaf Otto Mörner af Morlanda.